# 2024年パリオリンピックのスポーツクライミング競技
2024年パリオリンピックのスポーツクライミング競技（2024ねんパリオリンピックのスポーツクライミングきょうぎ）は、国際スポーツクライミング連盟（IFSC）が管轄し、2024年パリオリンピックにおいて実施されたスポーツクライミングである。なお、オリンピックのスポーツクライミング競技が実施されるのは今大会が2回目である。

## 実施概要
大会では男女ともスピードと複合（ボルダー・リード）の2種目ずつ計4種目が実施される。スピードは男女14名ずつ、複合は男女20名ずつ計68名が出場する。
出場選手は2023年の世界選手権（スイス・ベルン）と大陸選手権、及び2024年に開催されるオリンピック予選シリーズの成績及び招待により選ばれる。男女ともに1カ国最大2名まで出場できる。開催国フランスは各種目1名ずつの出場が保証されている。
日本からは、世界選手権の複合種目で楢崎智亜と森秋彩がともに銅メダルを獲得し、オリンピック出場資格を得た。また、ジャカルタで行われたアジア予選で優勝した安楽宙斗と、上海とブダペストで行われたオリンピック予選シリーズで2位となった野中生萌がそれぞれ出場資格を獲得した。
| NOC              | 複合 | 複合 | スピード | スピード | 合計 |
| NOC              | 男子 | 女子 | 男子     | 女子     | 合計 |
| ---------------- | ---- | ---- | -------- | -------- | ---- |
| オーストラリア   | 1    | 1    |          |          | 2    |
| オーストリア     | 1    | 1    |          |          | 2    |
| ベルギー         | 1    |      |          |          | 1    |
| 中国             | 1    | 2    | 2        | 2        | 7    |
| チェコ           | 1    |      |          |          | 1    |
| フランス         | 2    | 2    | 1        | 2        | 7    |
| ドイツ           | 2    | 1    |          |          | 3    |
| イギリス         | 2    | 2    |          |          | 4    |
| インドネシア     |      |      | 2        | 2        | 4    |
| イラン           |      |      | 1        |          | 1    |
| イタリア         |      | 2    | 1        | 1        | 4    |
| 日本             | 2    | 2    |          |          | 4    |
| カザフスタン     |      |      | 1        |          | 1    |
| ニュージーランド |      |      | 1        | 1        | 2    |
| ポーランド       |      |      |          | 2        | 2    |
| スロベニア       | 1    | 2    |          |          | 3    |
| 南アフリカ       | 1    | 1    | 1        | 1        | 4    |
| 韓国             | 1    | 1    | 1        |          | 3    |
| スペイン         | 1    |      |          | 1        | 2    |
| スイス           | 1    |      |          |          | 1    |
| ウクライナ       |      | 1    | 1        |          | 2    |
| アメリカ合衆国   | 2    | 2    | 2        | 2        | 8    |
| Total: 22 NOCs   | 20   | 20   | 14       | 14       | 68   |

## 大会形式
スピード種目は高さ15メートルの既定の壁を登る速さを競う。
予選は、まず14名が2回ずつタイムトライアルを行う。次にタイムトライアルのベストタイムに基づいて2名ずつ対戦し、勝者7名と敗者の中で予選（タイムトライアルを含む）で最も良い記録を持っている選手1名の計8名が決勝トーナメントに進出する。決勝トーナメントの組み合わせは、選手ごとの予選（タイムトライアルを含む）で最も良い記録に基づいて決定する。
複合種目はボルダー、リードの各種目とも100点満点で争い、その合計により順位を決定する。準決勝の上位8名が決勝に進出する。準決勝の成績は、決勝には持ち越さない。
ボルダー種目は高さ4.5メートル程の課題の壁（4つ）をそれぞれ制限時間内（準決勝：5分、決勝：4分）に登ることを目指す。得点は1つの課題につき最大25点で、試行回数や途中に設定された地点（ゾーン）まで登ることができたかどうかにより決定される。得点は1つ目のゾーンまで登ると5点、2つ目のゾーンまで登ると10点、頂上まで登ると25点となる。ただし、得点を獲得した課題では失敗した試行1回につき、0.1点が減点される。
リード種目は制限時間内（6分）に高さ15メートルを超える壁のどの地点まで登れるかを競う。一度しか挑戦できないため、落下した場合はその時点で競技終了となる。得点は頂上まで登れれば満点（100点）となり、頂上まで登れなければ頂上から数えて不足する手数（ホールド数）に応じて減点される。（10手以内の不足は1手につき4点、11手から20手の範囲では不足1手につき3点、21手から30手の範囲では不足1手につき2点、31手から40手の範囲では不足1手につき1点がそれぞれ減点されるため、40手以上不足する場合は、得点はゼロとなる。）なお、途中で落下した際、次のホールドに向けて前進していたと判断されると0.1点が加点される。

## 競技日程
| B | ボルダー準決勝 | L | リード準決勝 | Q | 予選 | F | 決勝 |

| 日付種目     | 8月5日 | 8月6日 | 8月7日 | 8月8日 | 8月9日 | 8月10日 |
| ------------ | ------ | ------ | ------ | ------ | ------ | ------- |
| 男子スピード |        | Q      |        | F      |        |         |
| 男子複合     | B      |        | L      |        | F      |         |
| 女子スピード | Q      |        | F      |        |        |         |
| 女子複合     |        | B      |        | L      |        | F       |

## 競技結果
- 男子複合準決勝では、安楽宙斗は1位通過、楢崎智亜は10位で敗退となった。女子複合準決勝では森秋彩は4位通過、野中生萌は9位で敗退となった。
- 男子複合決勝では、安楽がボルダー1位、リード5位で銀メダルを獲得、女子複合決勝では森がボルダー7位、リード1位で4位入賞となった。

| 種目         | 金                                          | 金      | 銀                                      | 銀      | 銅                                        | 銅      |
| ------------ | ------------------------------------------- | ------- | --------------------------------------- | ------- | ----------------------------------------- | ------- |
| 男子スピード | ヴェッドリク・レオナルド インドネシア (INA) | 4.75 PB | 伍鵬 中国 (CHN)                         | 4.77 PB | サム・ワトソン アメリカ合衆国 (USA)       | 4.74 WR |
| 男子複合     | トビー・ロバーツ イギリス (GBR)             | 155.2   | 安楽宙斗 日本 (JPN)                     | 145.4   | ヤコプ・シューベルト オーストリア (AUT)   | 139.6   |
| 女子スピード | アレクサンドラ・ミロスワフ ポーランド (POL) | 6.10    | 鄧麗娟 中国 (CHN)                       | 6.18 PB | アレクサンドラ・カウツカ ポーランド (POL) | 6.53    |
| 女子複合     | ヤンヤ・ガンブレット スロベニア (SLO)       | 168.5   | ブルック・ラブトゥ アメリカ合衆国 (USA) | 156.0   | イェシカ・ピルツ オーストリア (AUT)       | 147.4   |